# السجناء السياسيون في سوريا
من عام 1964 حتى 2011، سمحت حالة الطوارئ في سوريا للقوات الحكومية بالاحتجاز التعسفي للسياسيين المشتبه بهم لفترات غير محدودة. خلال هذه الفترة، قيل إن عشرات الآلاف تعرضوا للاعتقال والتعذيب، واحتُجزوا بمعزل عن العالم الخارجي لعدة أشهر أو سنوات دون تهمة أو محاكمة. وعلى الرغم من رفع حالة الطوارئ في عام 2011 مع اندلاع الحرب الأهلية السورية غلا أن الاعتقالات استمرت. وبحسب ما ورد، استُهدف نشطاء المجتمع المدني، والعاملون في مجال الإعلام، والقطاع الطبي والإنساني من قبل القوات الحكومية وميليشياتها الموالية. ثم تعقدت الأمور مع ظهور الجماعات المسلحة غير التابعة للحكومة.

## تاريخ
في مايو 2011، أصدر بشار الأسد عفواً رسمياً عن جميع السجناء السياسيين، وفي 21 يونيو 2012، أعلن عن عفو عن جميع الجرائم المرتكبة قبل 20 يونيو وفقاً للتلفزيون الرسمي. ومع ذلك، في يناير 2014، صدر تقرير موسع يحتوي على أدلة تم تهريبها خارج البلاد تُظهر القتل والتعذيب المنهجي لحوالي 11,000 معتقل.
وفقاً لمركز توثيق الانتهاكات في سوريا، وهو مجموعة مراقبة تضم شبكة من نشطاء المعارضة السورية الذين يوثقون انتهاكات حقوق الإنسان خلال الانتفاضة السورية، كان هناك 37,245 سجيناً في سوريا اعتباراً من مارس 2014.

## الخط الزمني

### عقد 2010
بحلول أيّار/مايو من عام 2011؛ وبعدَ اندلاع احتجاجات ضدّ النظام الحاكِم أصدرَ الرئيس بشار الأسد عفوًا عن جميع السجناء السياسيين وفي 21 يونيو/حزيران 2012؛ أُعلنَ العفو عن جميع السجناء المسجونين بتهم ارتكابِ جرائم قبل 20 يونيو حسبَ ما أعلنَ التلفزيون السوري. ومعَ ذلك؛ في يناير/كانون الثاني 2014 صدرَ تقريرٌ شاملٌ يحتوي على أدلة – بما في ذلك عددٌ من الصور والفيديوهات – تُظهر القتل والتعذيب المنهجي للنظام السوري لحوالي 11000 مُحتجز.
طبقًا لمركز توثيق الانتهاكات في سوريا – وهي مجموعة مُراقَبة تتألف من شبكة من نشطاء المعارضة التي توثق انتهاكات حقوق الإنسان التي ارتُكبت خلال الانتفاضة السورية – فَهناك 37245 سجينًا في سوريا اعتبارًا من مارس/آذار 2014.

## الاعتقالات

### اعتقالات القوات الحكومية
في آذار/مارس 2011؛ تجمهرَ الآلاف قُرب مقرّ وزارة الداخلية في دمشق فألقت قوات الأمن القبض على أكثر من 38 منهم بمن فيهم كُتّاب ونشطاء في مجال حقوق الإنسان وشخصيات مُعارِضة أخرى.
بحلول عام 2014؛ انشقّ مجهولٌ كان يعملُ لصالحِ النظام السوري وهرّب أزيد من 55000 صورة رقمية لـ 11000 مُعتقل في السجون السورية. جُمعت هذه الصور في تقريرٍ أعدّه محامون بريطانيون وبتكليف من حكومة قطر فعُرض على مجلس الأمن التابع للأمم المتحدة في نيسان/أبريل 2014 فيما بذل مندوبون فرنسيون بعض الجهود من خِلال رفع دعوى قضائية ضد النظام في المحكمة الجنائية الدولية مُتهمين إيّاه بارتكابِ جرائم ضد الإنسانية. وَوفقًا لسامانثا باور سفيرة واشنطن لدى الأمم المتحدة فإنّ «الصور البشعة للجثث التي تحملُ علامات الجوع والخنق والضرب ... تشير إلى أن نظام الأسد قام بقتلٍ منهجيّ واسع النطاق.» في المُقابل يقولُ بشار الأسد إنّ كل ما قيل ضدّه هي مجرد ادعاءات دون أدلة ويُضيف: «إنها [الادعاءات] مُمولة من قطر ... لا يوجدُ حتى الآن شيء واضح أو مثبوت فالصوّر ليست واضحة عدى عن كونها مجرد صور رؤوس أو أجسام مع بعض الجماجم! من قالَ أن من ارتكبَ تلك الأمور هي الحكومة؟ ولماذا لا يكونُ المتمردون هم الفاعِلون؟ ثمّ من قال إنّ في الصور ضحايا سوريون ولماذا لا يُمكن أن يكونوا أشخاص آخرين؟» جديرٌ بالذكرِ هنا أنّ سوريا ليست عضوًا في المحكمة الجنائية الدولية وبالتالي لا يمكن محاكمتها إلا من خلال إحالة ملفها إلى مجلس الأمن الدولي ومع ذلك فإن مثل هذه الإحالات قد فشلت مرارًا وتِكرارًا بسبب استعمال روسيا – الحليف القوي لحكومة الأسد – لحق النقض ضدّ أيّ قرار من شأنهِ أن يفرض عقوبات على النظام السوري.
أفاد المرصد السوري لحقوق الإنسان – والذي يقعُ مقره في بريطانيا – عام 2015 أن ما يُقدّر بنحو 200,000 سوري قد اعتُقلوا من قبل القوات الحكومية منذ بدء الانتفاضة في عام 2011 وأن حوالي 13,000 سوري بينهم 108 أطفال تعرضوا للتعذيب حتى الموت في السجون. يقول رامي عبد الرحمن – رئيس المرصد – «إنه من المعروف أن مسؤولي الأمن يُجوِّعون المحتجزين حتى الموت ويمنعون المرضى من تناول الأدوية ويُخضِعونهم للتعذيب النفسي.» وفقًا لعبد الرحمن أيضًا فإن بعض عائلات الذين قُتلوا تحت وطأة التعذيب قد أُجبروا على التوقيع على إفادات تفيد بأن أحباءهم قد قتلوا على أيدي «الجماعات المتمردة».
هذه قائمةٌ مُصغّرة بأبرز المعتقلين السياسيين أو معتقلي الرأي الذين اعتُقلوا على يدِ النظام السوري منذ بداية الثورة ضدّه
| المُعتقَل (ة)       | تاريخ الاعتقال                                  | تاريخ إطلاق السراح                             | النشاط/سبب الاعتقال |
| ----------------- | ----------------------------------------------- | ---------------------------------------------- | --- |
| خليل معتوق        | 2 تشرين الأوّل/أكتوبر 2012                       | لم يُطلق سراحه بعد                              | كان خليل معتوق محاميًا ومُدافعًا عن حقوق الإنسان، وقد سبق وأن منعتهُ السلطات السوريّة من السفر في الفترةِ الممتدّة من عام 2005 حتى عام 2011 وذلك بسبب رئاستهِ لإحدى الجمعيّات التي تهتمُّ بمعتقلي الرأي. اعُتقل خليل في الثاني من تشرين الأول/أكتوبر 2012 حينما كان في طريقهِ رفقة صديقٍ له إلى العاصمة دمشق وذلك من قِبل عناصر أمنٍ يتبعون النظام السوري كانوا يُرابطون في أحدِ الحواجز العسكريّة. |
| رزان زيتونة       | 9 كانون الأول/ديسمبر 2013                       | لم يُطلق سراحها بعد                             | اعتُقلت رزان في ظروف غامضة من مدينة دوما التي كانت تشتغلُ فيها. اتهم بعض النشطاء في البداية جبهة النصرة وجيش الإسلام بالوقوفِ وراء عمليّة اختطافها كون المدينة كانت تقعُ تحت سيطرتهم لكن نشطاء آخرون وجّهوا أصابع الاتهام للنظام السوري الذي لم يؤكّد هذا الأمر. |
| غياث مطر          | 6 أيلول/سبتمبر 2011                             | قُتل أثناء الاعتقال                             | شارك غياث مطر بتنظيم المظاهرات المطالبة بالحريّة في مدينةِ داريا إلى أن اعتُقل في السادس من أيلول/سبتمبر 2011 خلال كمينٍ نصبته قوات الأمن السورية. بعد أربع أيامٍ من الاعتقال، سلّم النظام السوري جثمان غياث لذويه وذلك بعدما تعرّض للتعذيبِ الشديد خلال الاعتقال ما تسبّب في وفاته. |
| إسماعيل زرطيط     | 5 أيلول/سبتمبر 2011                             | قُتل أثناء الاعتقال                             | اعتُقل إسماعيل زرطيط في الخامس من أيلول/سبتمبر 2011 وذلك خلال مشاركته بالمظاهرة التي عُرفت حينها باسمِ «جمعة الله معنا». عُذب أثناء الاحتجاز حدّ الموت وسُلّم جثمانه في السابع عشر من أيلول/سبتمبر 2011 أي بعد حوالي عشر أيامٍ فقط من الاعتقال. |
| أبو جعفر الحمصي   | غير معروف                                       | غير معروف                                      | اشتهرَ أبو جعفر بفضلِ نشاطه السياسي ضدّ النظام السوري كما شاركَ في الثورة التي اندلعت عام 2011 والتي طالبت بإسقاطِ بشار الأسد. اعتُقل أربع مراتٍ على يد قوات النظام السوري لكنّه كان يُطلق سراحه في كلّ مرة. |
| رزان غزاوي        | 30 تشرين الثاني/نوفمبر 2011 16 شباط/فبراير 2012 | 19 كانون الأول/ديسمبر 2011 18 شباط/فبراير 2012 | شاركت رزان غزاوي في الثورة السوريّة حيثُ كانت توثق الانتهاكات التي تحصلُ ضد الثوار كما عملت على الدفاع عنهم وعن حقوقهم. اعتُقلت من قِبل النظام في الثلاثين من تشرين الثاني/نوفمبر عام 2011 عندما كانت متوجهة إلى الأردن لحضور مؤتمر عن حرية الصحافة. قُدّمت غزاوي للمحاكمة ووُجّهت لها العديد من التهم التي وُصفت بالفضفاضة قبل أن يُطلق سراحها في التاسع عشر من كانون الأول/ديسمبر 2011. اعتُقلت مرة ثانية في السادس عشر من شباط/فبراير 2012 وذلكَ خلال حملة اعتقالٍ شنّتها قوات النظام ثم أُطلق سراحها في الثامن عشر من شباط/فبراير من نفسِ العام لكنّها منعت من السفر خارج سوريا. |
| مجد عزت الشربجي   | غير معروف                                       | غير معروف                                      | عُرفت الشربجي بفضل نشاطها في مجال الدفاع عن حقوق الإنسان وبالخصوص حقوق المرأة. شاركت في الثورة ضد النظام السوري في بدايتها في عام 2011 ما أدى إلى اعتقالها في وقتٍ ما من تلك السنة ثم أُفرج عنها في وقتٍ لاحق. |
| سميرة خليل        | 1987 9 كانون الأول/ديسمبر 2013                  | 1991 لم يُطلق سراحها بعد                        | اعتُقِلتْ سميرة خليل للمرة الأولى في عام 1987 وقضت أربع سنواتٍ في السجنِ (أُفرج عنها عام 1991) وذلك بسببِ معارضتها للنظام السوري. اعتُقلت سميرة للمرة الثانيّة من مدينة دوما وذلك في التاسع من كانون الأول/ديسمبر 2013 ولم يُكشف عن مصيرها حتّى الآن. |
| عبد العزيز الحمزة | 2012                                            | 2102                                           | نشطَ عبد العزيز – بالإضافةِ إلى عمله كصحفيّ – في مجال الدفاع عن حقوق الإنسان كما شارك في الثورة عام 2011 فاعتُقل من قِبل النظام ثلاث مرات في عام 2012 بدون سببٍ وكان يُطلق سراحه في كلّ مرة. |
| أسامة أبو زيد     | 25 حزيران/يونيو 2011                            | غير معروف                                      | شاركَ أسامة في مرحلة الانتفاضة المدنيّة ضدّ النظام السوري في عددٍ من المدن والبلدات فأقدمت السلطات حينها على اعتقالهِ من دون سببٍ قانوني قبل أن تُفرج عنه في وقتٍ لاحق. |

### اعتقالات المعارضة المسلحة
استنادًا لتقرير أعدّته منظمة العفو الدولية، قامت الجماعات المسلحة التابعة للمعارضة السورية ومن بينها ميليشيا الجيش الحر باحتجاز واختطاف عدد كبير من الرهائن، من بينهم موظفون رسميون ومدنيون أسرى. كان من بين أولئك الأشخاص من اختُطِفَ بسبب جنسيته، كالمواطنين الإيرانيين واللبنانيين، أو بسبب هويّته الدينيّة والطائفيّة كالشيعة والعلويين والمسيحيين الذين تصورهم المُعارضة على أنهم مؤيدون لنظام بشار الأسد، وآخرون احتُجزوا بسبب آرائهم السياسية كالبعثيين، بالإضافة للعاملين في المؤسسات والدوائر الحكومية ووسائل الإعلام التابعة للحكومة. كان الدافع الرئيسي وراء عمليات السجن والاحتجاز لأشخاص لم تثبت عليهم أي جرائم، هو الحصول على فدية مقابل إطلاق سراحهم، أو لإرغام الأطراف الأُخرى على إطلاق سراح السجناء المؤيدين للمعارضة.
عمدت جماعات المعارضة المسلحة إلى تعذيب وإهانة وسوء معاملة المسجونين لديها، بمن فيهم أسرى من الجنود وقوات الأمن، بالإضافة لعدد كبير من الأشخاص العاملين في مؤسسات الدولة أو المتعاونين معها، والمدنيين الذين تعتبرهم تلك الجماعات «مُخبرين»، ونشرَ مقاتلو الفصائل المسلحة المتمردة صورًا وفيديوهات تُظهر أولئك الأسرى وهم يتعرضون للتعذيب والإهانة واللكم وسوء المعاملة وفي بعض الأحيان الإعدام رمياً بالرّصاص.
في 10 آب 2012 اختطفت جماعة مسلحة تابعة للجيش الحر في مدينة التل الواقعة شمال دمشق، طاقمًا من أربعة مراسلين يعملون في قناة الإخبارية السورية، وسجنتهم لمدة 6 أيام تعرّضوا خلالها للتعذيب والضرب.
في كانون الثاني/يناير عام 2013، أطلقت ميليشيا «لواء البراء» التابعة لتنظيم الجيش الحر سراح 48 رهينة من المواطنين الإيرانيين كانت قد احتجزتهم عند زيارتهم مقام السيدة زينب في دمشق، وذلكَ بعد موافقة الحكومة السورية على صفقة لتبادل الأسرى مع المعارضة وإطلاقها سراح 2130 من مؤيدي المعارضة من بينهم مواطنون أتراك. جاءت الصفقة بعد أن هددت الجماعة المُختطِفة بإعدام الرهائن وزعمت أنهم يتبعون الحرس الثوري الإيراني.

### اعتقالات تنظيم داعش
يُزعم أن الجماعات المعارضة للحكومة في الحرب الأهلية السورية تقومُ أيضًا باختطاف واحتجاز الأفراد بشكل تعسفي. وفقًا لموجزٍ أصدرتهُ منظمة العفو الدولية في ديسمبر/كانون الأول 2013 فإنّ تنظيم الدولة الإسلامية (داعش) الذي سيطرَ على مناطق مهمة في شمال سوريا مسؤولٌ عن عمليات الاختطاف والاحتجاز التعسفي لعددٍ من المواطنين. تذكر منظمة العفو الدولية أن الذين استهدفهم داعش هم مجموعة واسعة من الأفراد بمن فيهم الأشخاص المُشتبه في ارتكابهم جرائم عادية مثل السرقة أو القتل وغيرهم من المتهمين بارتكاب أعمال محظورة دينيًا مثل الزنا (ممارسة الجنس خارج نطاق الزوجية) واستهلاك الكحول وما إلى ذلك. استهدفَ تنظيم داعش – المُصنّف كإرهابي على المستوى العالَمي – السكان المحليين الذين احتجوا ضدّ نظام حكمهِ كما استهدفَ أعضاء المجالس المحلية التي أُنشئت لتقديم الخدمات للسكان بعد انسحاب قوات الحكومة السورية فضلًا عن استهدافهِ لنشطاء المجتمع المدني والإعلاميين وقادة وأعضاء الجماعات المسلحة المتنافسة بما في ذلك تلك المنضوية تحتَ لواء الجيش السوري الحر. يُزعم أيضًا أن داعش اختطف مواطنين أجانب بمن فيهم الصحفيون وموظفو المنظمات الدولية والشخصيات الدينية.
في كانون الأوّل/ديسمبر 2013؛ اختُطفت المدافعة البارزة عن حقوق الإنسان رزان زيتونة وثلاثة من زملائها وهم وائل حمادة، سميرة خليل وناظم حمادي من قِبل مجموعة مسلحة مجهولة يُعتقد أنها جيش الإسلام. وكان النشطاء الأربعة يعملونَ في مركز توثيق الانتهاكات في مدينة دوما وهي مدينة تقعُ خارج دمشق وكانت تخضع لسيطرة عددٍ من الجماعات المسلحة.
في ديسمبر/كانون الأول 2014؛ قُتل 50 مدنيًا سوريًا كانوا محتجزين في سجن مؤقت على يدِ عناصر تابعين لتنظيم داعش في بلدة الباب بالقرب من الحدود التركية بسببِ «انتهاكهم للشريعة الإسلامية» فيما قالت مصادر أخرى إنّ القتلى سقطوا جرّاء غارات جوية شنتها قوات الولايات المتحدة على مقار داعش على الرغم من أن القيادة المركزية للولايات المتحدة أكّدت أنّ الغارة الجوية استهدفت التنظيم مباشرة ولم تتسبّب في وقوع أيّ إصابات في صفوفِ المدنيين. نشرَ متطوعو الدفاع المدني في وقتٍ لاحقٍ بيانًا قالوا فيهِ إنهم أزالوا 50 جثة مدنية من تحت أنقاض المبنى بالإضافة إلى 13 جثة من حُرّاس داعش.

## إطلاق سراح السجناء
في حزيران/يونيو 2014؛ أفرجَ النظام السوري عن 320 سجينًا من سجن حلب المركزي وهوَ ما أكّده المرصد السوري لحقوق الإنسان الذي ذكر أنّ معظم السجناء المُفرج عنهم كانوا ناشطين ولا علاقة لهم بارتكابِ أي جرم كما أكّد المرصد إصابة العديد منهم بداء السل بسببِ «الوضعية المزريّة» التي مروا منها داخل السجن. وتجدر الإشارة هنا إلى أنّ عملية الإفراج جاءت كجزءٍ من العفو الذي منحه الرئيس بشار الأسد كبادرة احتفالية عقبَ «إعادة انتخابه» في 3 حزيران/يونيو 2014.